# NAMM Show
De NAMM Show is een handelsbeurs in de Verenigde Staten die door de organisatoren wordt omschreven als "'s werelds grootste trade-only evenement voor de muziekproductenindustrie". De beurs wordt jaarlijks in januari gehouden in het Anaheim Convention Center te Anaheim, Californië.
Het is een van de grootste beurzen voor muziekinstrumenten ter wereld. De Europese tegenhanger van de NAMM Show is de Musikmesse in Frankfurt. Tijdens de beurs worden vaak de nieuwste instrumenten gepresenteerd. Ook trekt de beurs veel bekende muzikanten, die op de stand van de fabrikant hun persoonlijke instrument bespelen en promoten. Naast de presentaties worden door nationale en internationale distributeurs en dealers contracten voor de komende periode gesloten. De beurs is toegankelijk voor NAMM leden, retailers, distributeurs, vakjournalisten en werknemers en gasten van de exposanten.
NAMM is de afkorting van National Association of Music Merchants (nationale vereniging van muziekverkopers). De vereniging werd opgericht in 1901. Van een binnenlandse organisatie voor de detailhandel groeide NAMM uit tot een internationale organisatie met commerciële bedrijven, distributeurs, brancheverenigingen en fabrikanten als leden.
Tijdens de beurs worden de zogenaamde TEC Awards uitgereikt. dit zijn prijzen voor de meest innovatieve muziek- en audioproducten en voor bedrijven en personen die een belangrijke bijdrage hebben geleverd op het gebied van geluidstechniek voor televisie, film, muziekproductie en concerten. TEC is een acroniem voor Technical Excellence and Creativity.

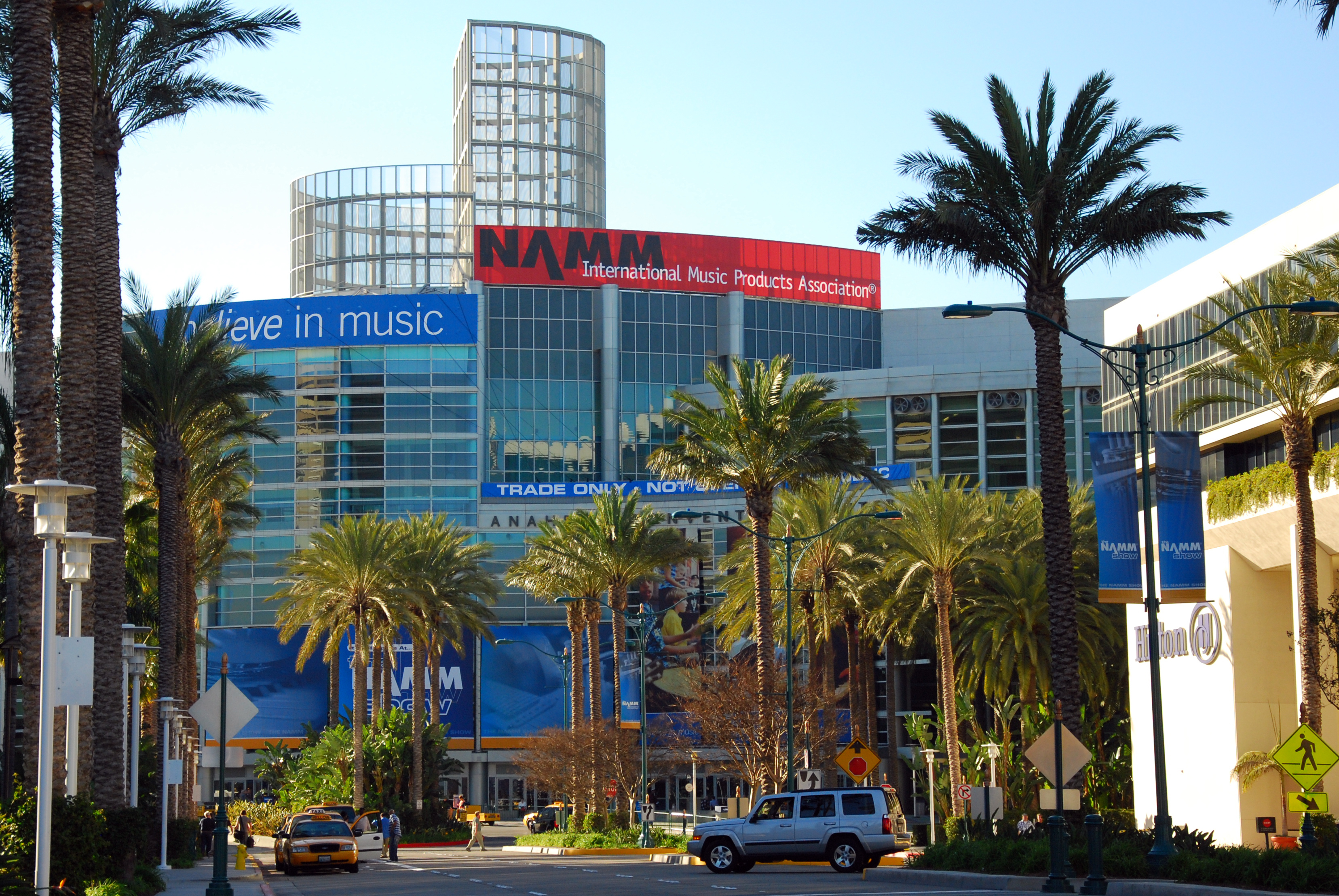
Anaheim Convention Center (2005)
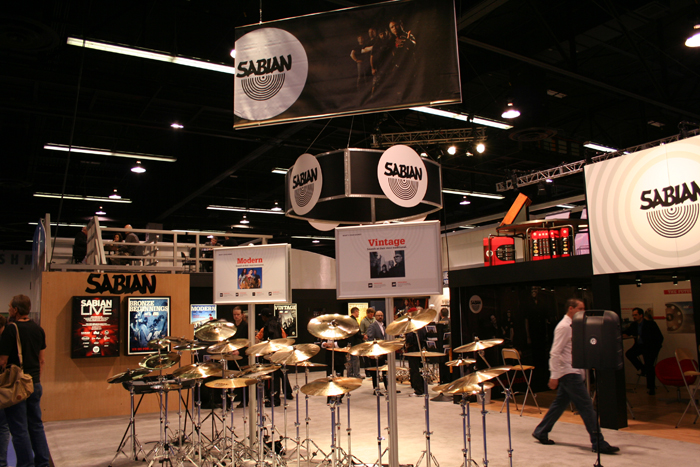
Sabian-stand op de NAMM Show 2009
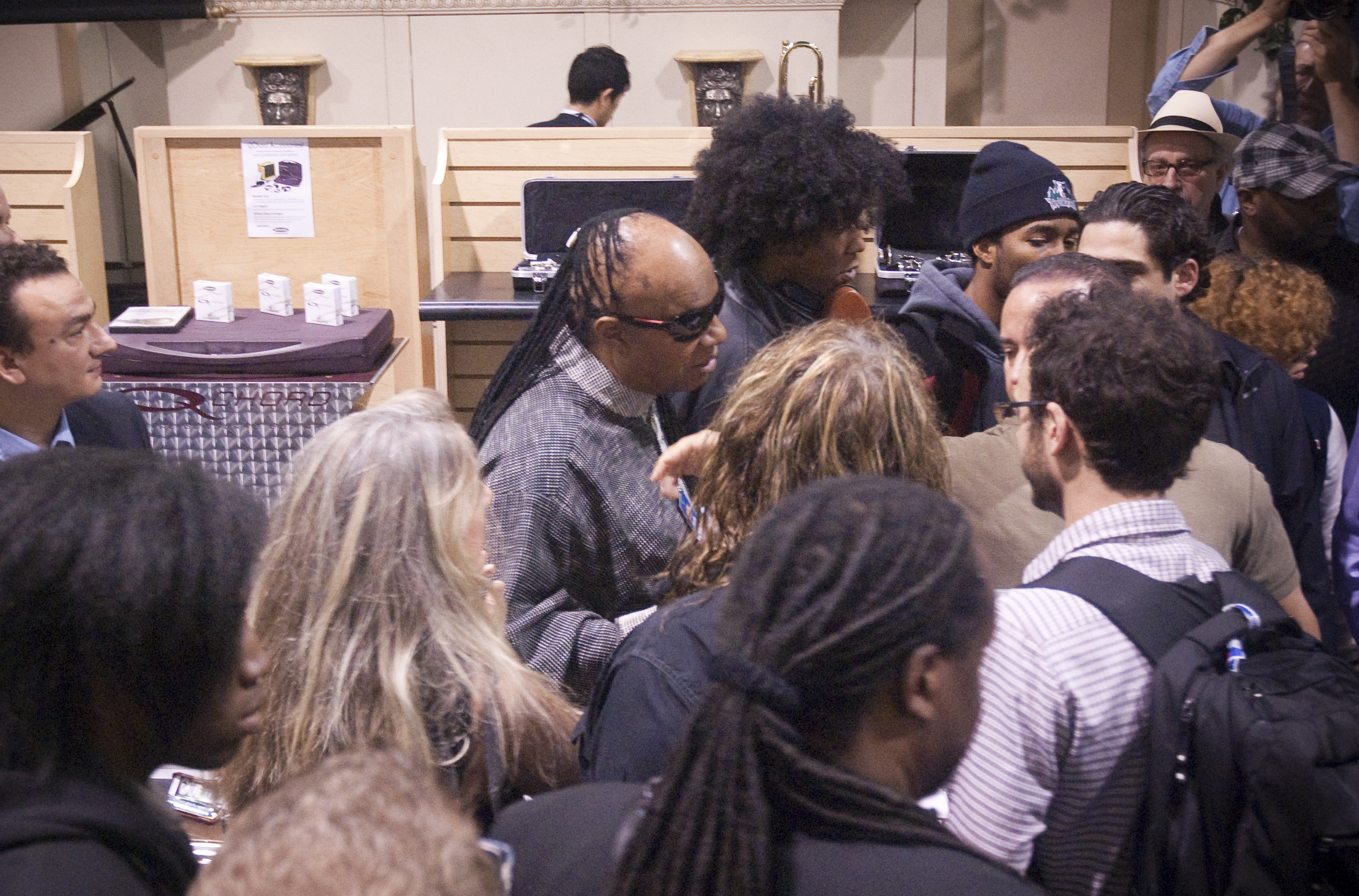
Stevie Wonder op de NAMM Show 2013
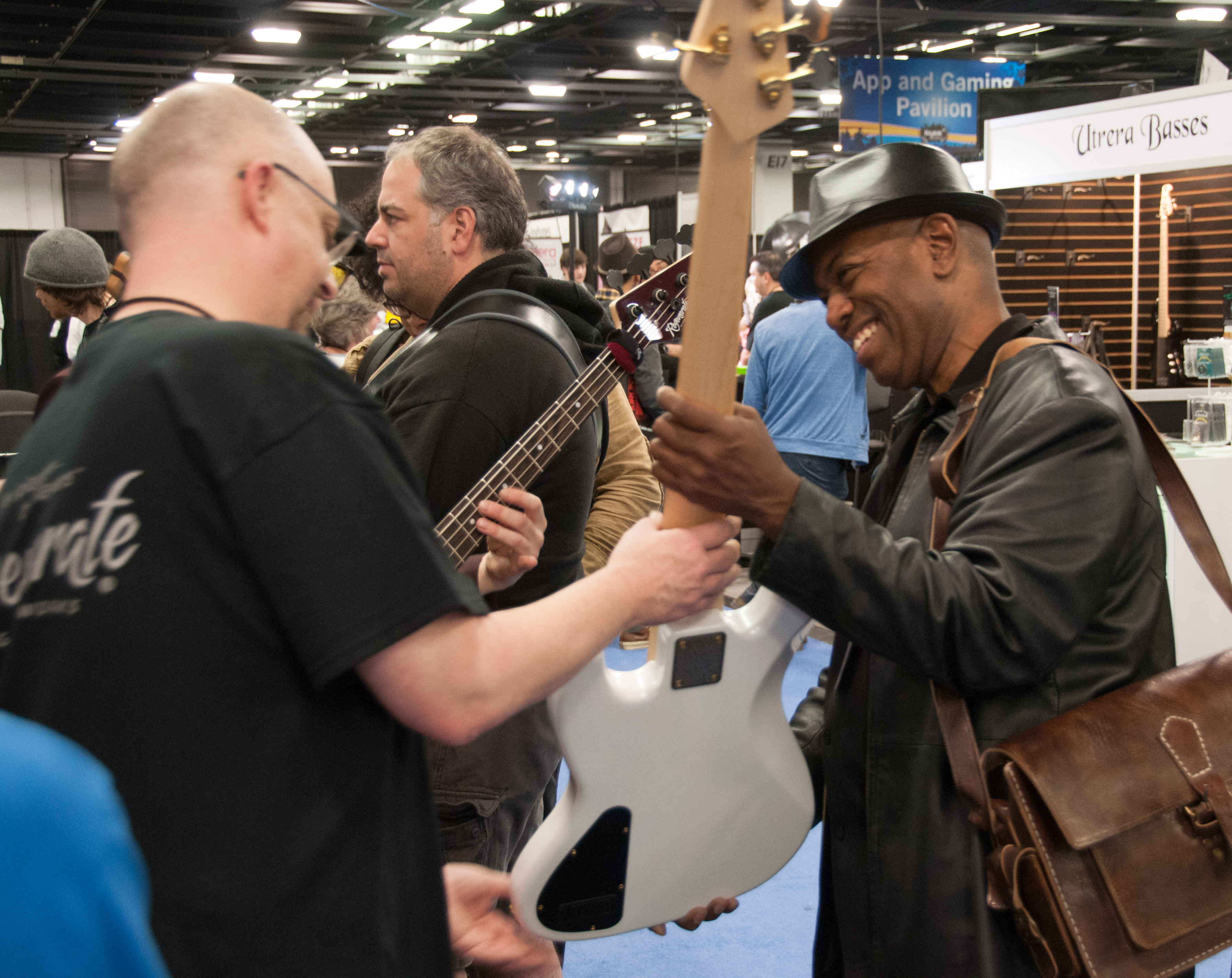
Bill Dickens op de NAMM Show 2014
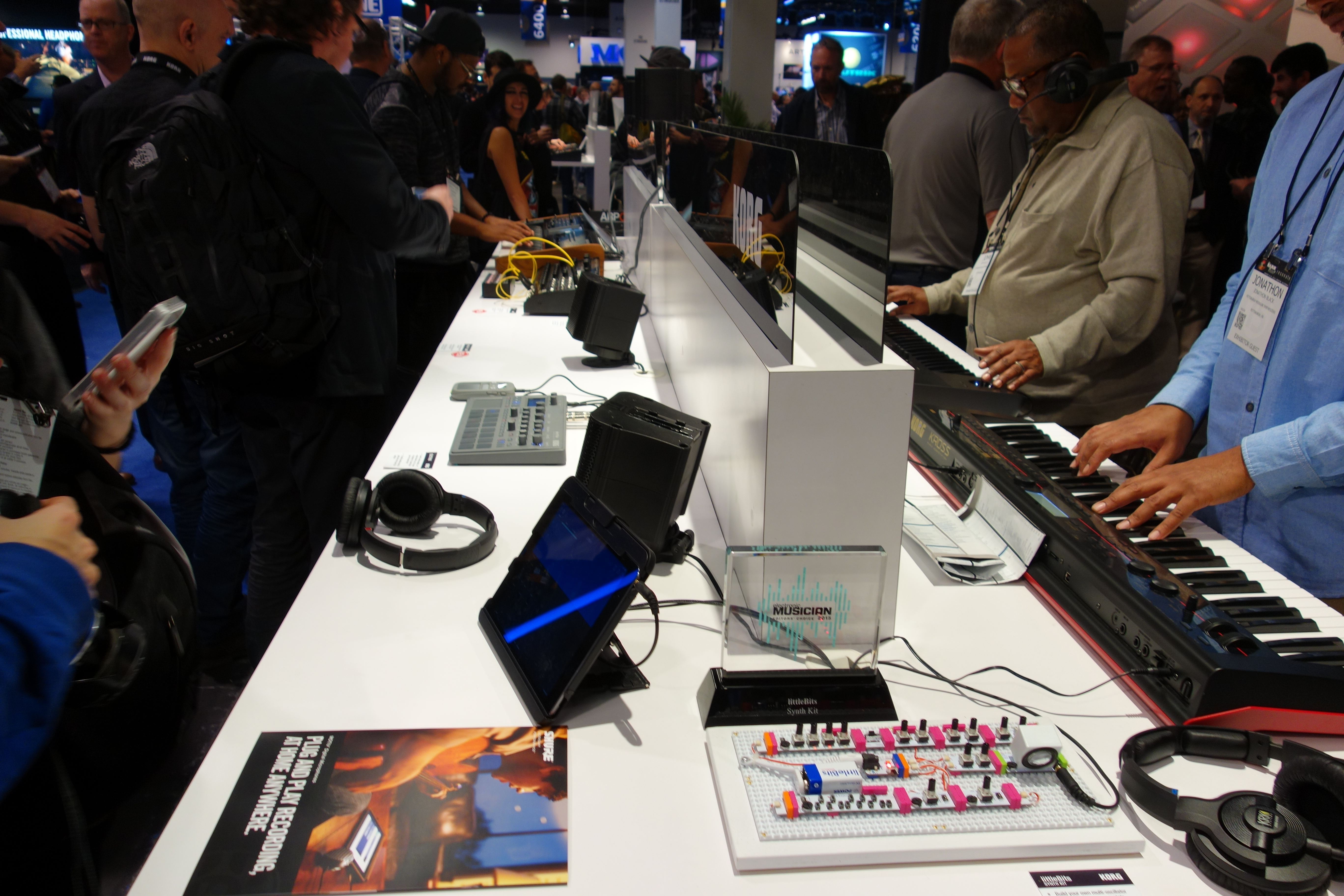
Korg-stand op de NAMM Show 2015
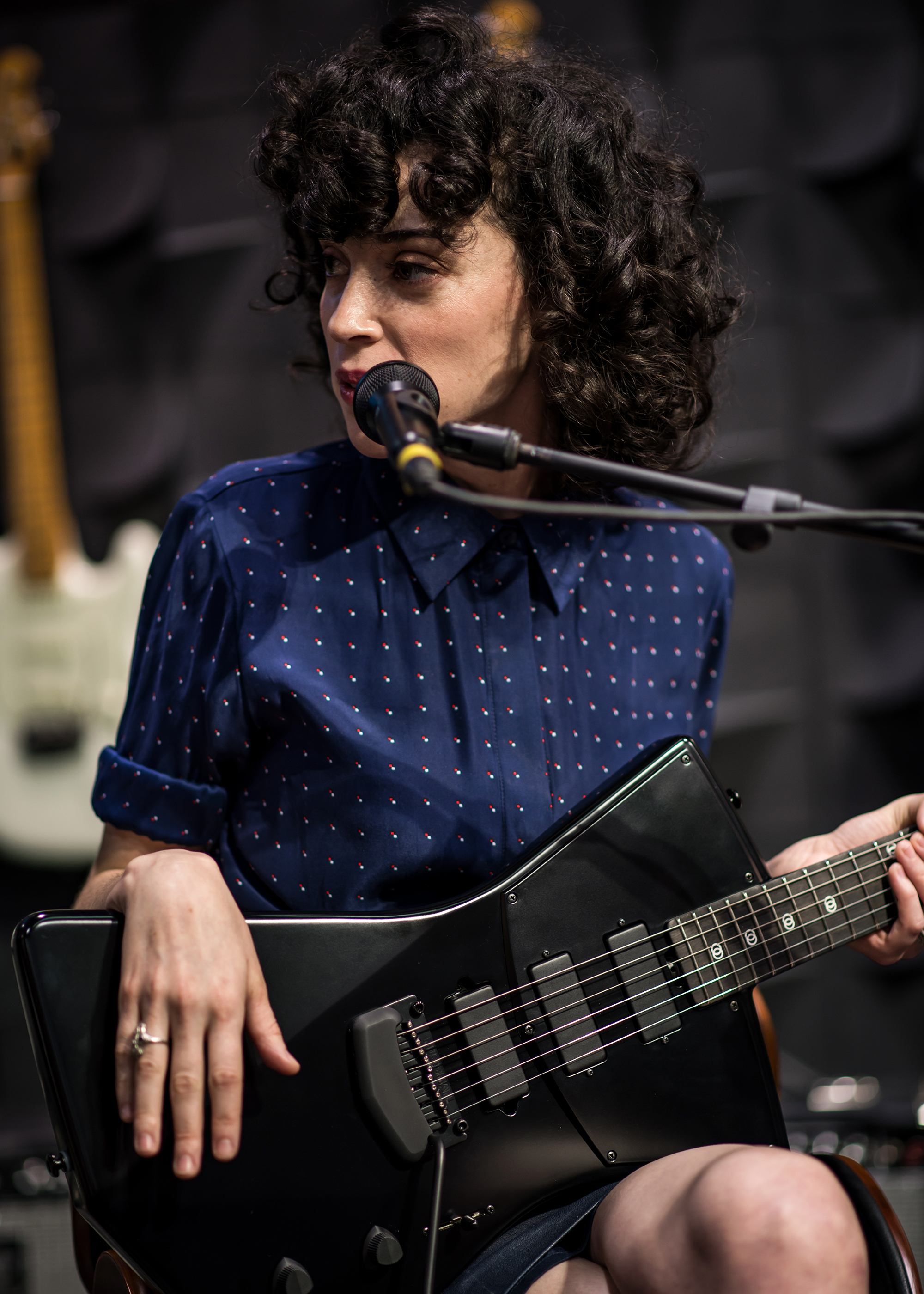
St. Vincent op de NAMM Show 2017